# Jean Brérault
Jean Brérault, né le 30 novembre 1898 à Varennes-sur-Allier (Allier) et mort le 22 septembre 1973  à Montfermeil (Seine-Saint-Denis), est un instituteur et réalisateur de films pédagogiques français. Tombé dans l'oubli, il fait partie des pionniers ayant contribué à l’essor du cinéma éducatif en réalisant 97 films.

## Biographie
Jean Brérault est un instituteur issu d'une famille de cheminots.
Au début du XXe siècle, pour lutter contre la tuberculose des projections cinématographiques sont réalisées avec des cinémas mobiles par la fondation Rockefeller. Les politiques réalisent l'importance que peut représenter cet outil d’enseignement, d’éducation ou de propagande.
Le 23 mars 1916, un décret institue une commission extraparlementaire dont la mission est de rechercher les meilleurs moyens de généraliser l’utilisation du cinématographe dans l’enseignement ou l’éducation populaire.

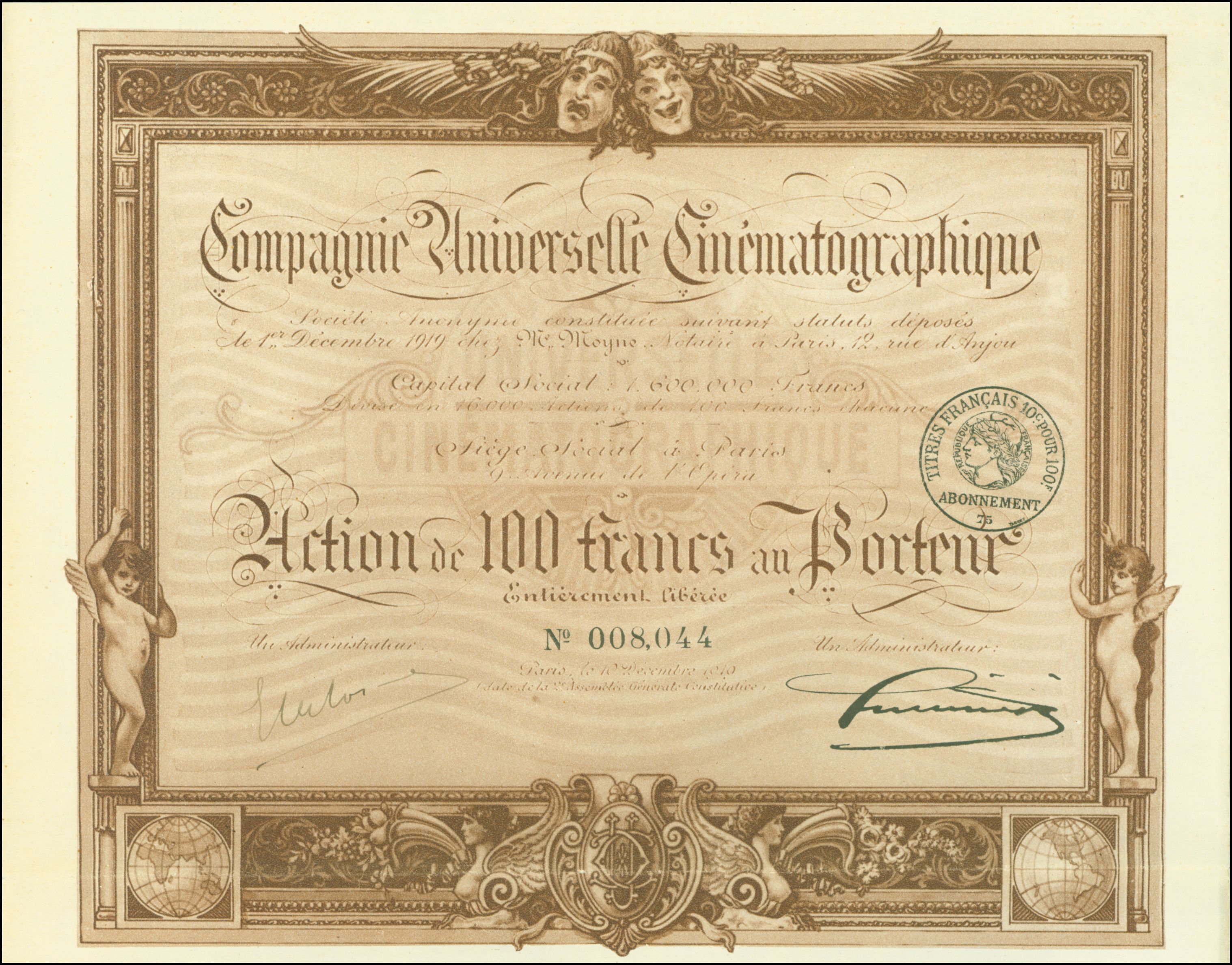
Action de la Compagnie Universelle Cinématographique en date du decembre 1919

Le 30 décembre 1919, l'historien de l'art Pierre-Marcel Lévi qui participera à la création des Presses universitaires de France (Puf) deux années plus tard, fonde la Compagnie Universelle Cinématographique (CUC). Son rôle est de produire des documentaires utiles à l'enseignement et à l'éducation du peuple. Jean Brérault, instituteur syndiqué, devient conseillé pour cette production.
En 1920, à la suite du rapport publié par Auguste Besson, il est créé un service des films au Musée pédagogique, des cinémathèques, l'équipement des écoles normales en matériel cinématographique et des subventions pour l’achat de projecteurs 35 mm par les écoles.
Produits par la Compagnie Universelle Cinématographique (CUC), Jean Brérault participe à la conception et la réalisation de 25 documentaires muets, d'une dizaine de minutes chacun, avant de réaliser, pendant ses vacances d'été 1929, son premier film muet d'enseignement intitulé La mer avec l'aide de son ancien professeur Auguste Bessou,.
Il est détaché de l’enseignement en 1935 afin de travailler pour la société Pathé : il y tourne 32 films. En 1937, il fonde la Fédération nationale du cinéma éducatif (FNCE) qui est agréée par le ministère de l’éducation nationale et sera reconnue d’utilité publique en 1965.
Il a réalisé plusieurs dizaines de films, muets et sonores, y compris - encouragé par Marceau Pivert, alors responsable du contrôle politique de la presse, de la radio et du cinéma au secrétariat général dans le gouvernement Blum -, à la fin des années 1930, des films de propagande pour la SFIO. « Franc-maçon, socialiste, syndicaliste, il fait partie de ces militants qui attachent un grand prix à cette production d’images animées qui se développe en France et dans le monde », note l'historien Jacques Girault.
Dans les années 1950, il est le chef de la section cinématographique du service d'information du ministère de la France d'Outre-mer. Il meurt en 1973 à Montfermeil.

## Publications

### Cinématographiques
(Liste non exhaustive des courts documentaires)
- 1929 : La mer (Rôle de directeur) ;
- 1929 : Parturition de la chèvre (Rôle de directeur et scénariste) ;
- 1934 : Les Pyrénées (Rôle de directeur, scénariste, cadreur et narrateur) ;
- 1934 : Le Rhône (Rôle de directeur, scénariste, cadreur et narrateur) ;
- 1934 : Dans le Massif central (Rôle de directeur) ;
- 1935 : Côtes de la Loire aux Pyrénées (Rôle de directeur) ;
- 1935 : La Garonne (Rôle de directeur) ;
- 1935 : En Normandie (Rôle de directeur) ;
- 1935 : Dans une mine de houille (Rôle de directeur) ;
- 1935 : Côtes de la Méditerranée (Rôle de directeur) ;
- 1936 : Le retour à la vie (Rôle de directeur) ;
- 1938 : L'industrie alimentaire : la sucrerie (Rôle de directeur) ;
- 1938 : Industries alimentaires : les conserves (Rôle de directeur) ;
- 1938 : Industries alimentaires : la meunerie (Rôle de directeur) ;
- 1938 : Industries alimentaires : la brasserie (Rôle de directeur) ;
- 1948 : Le blé en France (Rôle de directeur) ;
- 1953 : La pesanteur (Rôle de directeur).

### Ouvrage
- Jean Brérault (Photographies de Génia Reinberg, Marius Gravot, Georges Tairraz, Chevojon, Frédéric Boissonnas, Paul E. Guillot), Images : Cinquante-quatre photographies, recueillies et présentées, Paris, A. Calavas, 1932, 54 planches de photographies en noir tirées en héliogravure, 33,5 × 26 cm (présentation en ligne)